# Bezirk Capodistria
Der Bezirk Capodistria (italienisch: capitanato distrettuale Capodistria; slowenisch: okrajni glavarstvo Koper; kroatisch: kotarsko satničtvo Kopar) war ein Politischer Bezirk in der Markgrafschaft Istrien. Der Bezirk umfasste Gebiete im Norden Istriens. Sitz der Bezirkshauptmannschaft war die Stadt Capodistria (Koper).
Das Gebiet wurde nach dem Ersten Weltkrieg dem Königreich Italien zugeschlagen. 1947 wurde es Teil der Zone B des Freien Territoriums Triest, die unter jugoslawischer Verwaltung stand. Bei der Auflösung und Aufteilung des Territoriums 1954 fiel es an Jugoslawien. Die großteils italienischsprachige Bevölkerung floh von 1943 bis 1954 nach Italien. Nach 1954 wurde es von Jugoslawien annektiert und ist seit 1991 Teil der Republik Slowenien bzw. Kroatiens.

## Geschichte
Die modernen, politischen Bezirke der Habsburgermonarchie wurden um das Jahr 1868 im Zuge der Trennung der politischen von der judikativen Verwaltung geschaffen. Der Bezirk Capodistria (auch: Capo d' Istria) wurde dabei 1868 aus den Gerichtsbezirken Capodistria, Pirano und Pinguente geschaffen.
Im Bezirk Capodistria lebten 1869 62.149, bis 1910 stieg die Bevölkerung auf 89.609 Menschen an. Von der Bevölkerung hatten 1910 38.006 Personen Italienisch (42,4 %) als Umgangssprache angegeben, 31.895 sprachen Slowenisch (35,6 %), 17.573 Kroatisch (19,6 %) und 332 Deutsch (0,4 %). Der Bezirk bestand umfasste zuletzt eine Fläche von 824,59 km² sowie drei Gerichtsbezirke mit insgesamt elf Gemeinden.
| Jahr | Ein- wohner | Deutsch- sprachige | Italienisch- sprachige | Slowenisch- sprachige | Kroatisch- sprachige |
| ---- | ----------- | ------------------ | ---------------------- | --------------------- | -------------------- |
| 1896 | 62.149      |                    |                        |                       |                      |
| 1880 | 69.997      | 498                | 32.338                 | 28.351                | 7.829                |
| 1890 | 74.755      | 267                | 31.103                 | 27.343                | 15.074               |
| 1910 | 89.609      | 332                | 38.006                 | 31.895                | 17.573               |